# Мельпомена (фрегат, 1836)
Мельпоме́на — парусный фрегат Российского Императорского флота, тип «Спешный». Относился к рангу 44-пушечных фрегатов, хотя имел 52 орудия. Заложен на Соломбальской верфи 22 сентября 1834 года. Строитель В. А. Ершов. Спущен на воду 29 апреля 1836 года, вошел в состав Балтийского флота.

## Основные характеристики
- Водоизмещение = около 1950 тонн[1];
- Длина по верхней палубе = 48,6 м[1];
- Ширина по мидель-шпангоуту = 12,7 м[1];
- Осадка = 3,9 м[1];
- Арт. вооружение = 52 ор[1]. (24-фн — по штату[2]);
- Экипаж = 340/430 человек[1][3].

## Служба
В 1836 году в составе отряда перешёл из Архангельска в Кронштадт.
- В 1837—1843 и 1846 в составе эскадр находился в практических плаваниях в Финском заливе и Балтийском море.
- В 1844 и 1847 с эскадрой ходил в практические плавания в Северное море.
- В июне 1839 доставил в Штеттин артиллерийскую батарею, подаренную императором Николаем I прусскому королю.
- В 1848 и 1849 занимал брандвахтенный пост в Свеаборге.

Данных о дате вывода из состава флота нет.

## Командиры
- П. М. Муравьёв (1836—1838);
- А. Л. Юнкер (1839);
- В. Б. Струкгоф (1840—1841);
- Е. А. Беренс (1842—1844);
- Д. И. Кузнецов (1846—1848);
- А. К. Шеле (1849)[1][3].